# Листраканты
Листраканты (лат. Listracanthus) — род вымерших хрящевых рыб из семейства Listracanthidae, живший с карбона по нижний триас (326,4—247,2 млн лет назад). Окаменелости листракантов найдены в Англии, на Южном Урале (Россия), штатах Канзас и Южная Дакота (США), а также в провинции Британская Колумбия (Канада).
Окаменелости хрящевых рыб редко когда сохраняются хорошо, чаще всего попадаются их зубы. Листраканты же известны в основном по отпечаткам длинного шипа на голове и спинного плавника, чья высота составляла 10 см.

## Систематика
Положение листракантов в классе хрящевых рыб спорно. Тонкий шип на голове сближает их с представителями отряда ктенакантообразных — самого древнего отряда всех хрящевых рыб, однако отмечено сильное сходство и с евгенеодонтообразными, особенно эдестами (Edestus).
В 2014 году Martill, Del Strother и Gallien при выделении нового рода Acanthorhachis описали новое семейство Listracanthidae, включающее 2 рода (Acanthorhachis и Listracanthus) и занимающее в подклассе пластиножаберных неопределённое положение (incertae sedis).

## Классификация
По данным сайта Paleobiology Database, на январь 2018 года в род включают всего 2 вымерших вида:
- Listracanthus hystrix Newberry & Worthen, 1870typus, синонимы:
  -  Listracanthus beyrichi von Koenen, 1879
  -  Listracanthus eliasi Hibbard, 1938
  -  Listracanthus hildrethi Newberry, 1875
  -  Listracanthus woltersi Schmidt, 1949
- Listracanthus pectenatus Mutter & Neuman, 2006

Ещё 2 ранее описанных биномена, относившиеся к роду: Listracanthus spinatus и Listracanthus wardi, синонимизированы и перенесены в род Acanthorhachis.